# Trần Văn Danh
Trần Văn Danh (1923–2003) bí danh Ba Trần, tên thật là Trần Văn Bá, Thiếu tướng, Thứ trưởng Bộ Điện lực Việt Nam, Anh hùng Lao động (1990), Anh hùng Lực lượng vũ trang nhân dân (2022), Trưởng ban chỉ đạo xây dựng công trình thủy điện Trị An.

## Quê quán
Ông sinh năm 1923 quê ở Hóc Môn, thành phố Hồ Chí Minh, là con vợ thứ của một cán bộ Việt Minh, họ Trần là họ của mẹ.

## Hoạt động chính trị và quân sự
Năm 16 tuổi, Trần Văn Bá thi đậu vào trường Bá Nghệ – Sài Gòn (nay là trường Cao đẳng Kỹ thuật Cao Thắng).
Tháng 7 năm 1945, Trần Văn Bá tham gia tổ chức Thanh niên Cứu quốc. Cách mạng tháng Tám, Trần Văn Bá cùng lực lượng Thanh niên Cứu quốc tham gia cướp chính quyền ở Hóc Môn.
Pháp quay trở lại xâm lược miền Nam Việt Nam, Trần Văn Bá gia nhập Đội trinh sát của khu 7.
Khi kết nạp làm đảng viên Đảng Cộng sản, Trần Văn Bá xin đổi tên thành Trần Văn Danh (bí danh Ba Trần).
Năm 1949 Ba Trần được đề bạt làm Tham mưu phó kiêm Trưởng ban quân báo liên tỉnh Thủ – Biên.
Năm 1954, Ba Trần đã trở thành Phó Chính ủy kiêm Bí thư Trung đoàn ủy của một đơn vị bộ đội nổi tiếng với những chiến công đánh Pháp ở miền Đông Nam Bộ: Trung đoàn 556.
Nhưng cũng vào thời điểm này thì có lệnh "đình chiến" và Ba Trần được lệnh tập kết ra Bắc.
Ở miền Bắc, Ba Trần học tình báo.
Cuối năm 1960, Ba Trần vượt Trường Sơn về Nam chiến đấu. Năm 1961 được phân công làm Phó tham mưu trưởng Bộ chỉ huy Quân sự Miền kiêm Trưởng ban tình báo chiến lược trực thuộc Ban Quân sự Miền do Tư Cang làm phó Trưởng ban.
Hiệp định Paris được ký kết tháng 3 năm 1973 đại diện cho Chính phủ Cách mạng Lâm thời Cộng hòa miền Nam Việt Nam tại Trại Davis khu vực sân bay quốc tế Tân Sơn Nhất là trung tướng Trần Văn Trà, Trưởng đoàn và các phó trưởng đoàn gồm đại tá Võ Đông Giang, đại tá Đặng Văn Thu (Đoàn Huyện), đại tá Trần Quốc Minh (chính là Ba Trần, Phó trưởng đoàn kiêm Trưởng tiểu ban hai bên) cùng các ủy viên như Nguyễn Văn Sĩ, Nguyễn Văn Hoàn, Dương Đình Thảo, Nguyễn Văn Tòng, Nguyễn Văn Tư...
Trong chiến dịch Hồ Chí Minh, Ba Trần có nhiệm vụ chỉ huy lực lượng đặc công, biệt động bí mật chiếm giữ trước và bảo vệ an toàn 16 cây cầu dẫn vào Sài Gòn để mở đường cho đại quân miền Bắc tiến vào trung tâm thành phố và ngăn chặn không cho Quân lực Việt Nam Cộng hòa phá hoại những mục tiêu quan trọng như: Đài phát thanh, kho xăng, nhà máy điện, nhà máy cấp nước, kho tàng, hồ sơ lưu trữ.
Các chiến sĩ tình báo, đặc công, biệt động thành dưới sự chỉ huy của Ba Trần đã chiếm và bảo vệ cầu Rạch Chiếc, Sài Gòn, Bình Lợi, Bình Triệu, Bình Điền... trước giờ giải phóng Sài Gòn để quân chủ lực tiến vào.
Gần một giờ đêm 30 tháng 4 năm 1975, ngay giữa Sài Gòn vừa giải phóng, Phạm Hùng – Bí thư Trung ương Cục miền Nam đã công bố quyết định của Đảng và Nhà nước trong trường hợp đặc biệt: Phong Trần Văn Danh hàm Thiếu tướng, nhận nhiệm vụ Phó Chủ tịch Ủy ban Quân quản thành phố về an ninh quốc phòng kiêm Tư lệnh Bộ Tư lệnh thành phố Sài Gòn – Gia Định.

## Hoạt động xây dựng chính quyền
Năm 1978, ông được giao nhiệm vụ Phó Chủ tịch Ủy ban nhân dân Thành phố Hồ Chí Minh. Trong lúc phân loại hồ sơ của chính quyền Sài Gòn cũ để lại, tình cờ ông phát hiện sơ đồ thiết kế công trình thủy điện Trị An trên sông Đồng Nai và nhiều công trình thủy điện khác. Tại Hội nghị Thành ủy, ông mạnh dạn trình bày luận điểm của mình về việc khảo sát xây dựng công trình thủy điện Trị An. Võ Văn Kiệt – Ủy viên Bộ Chính trị, Bí thư Thành ủy ủng hộ.
Ba Trần là người trực tiếp chỉ đạo công trình quan trọng này trên cương vị mới Thứ trưởng Bộ Điện lực, kiêm Trưởng ban chỉ đạo xây dựng công trình thủy điện Trị An.
Năm 1990, Trần Văn Danh được Nhà nước Việt Nam trao tặng danh hiệu Anh hùng Lao động.
Năm 1975, ông được phong quân hàm Thiếu tướng.

## Nhận xét
- Võ Văn Kiệt – Phó Chủ tịch Hội đồng Bộ trưởng đã nói về ông "Là người chỉ huy cương nghị, tổ chức và xây dựng thắng lợi công trình thủy điện Trị An lịch sử".
- Đại tướng Bộ trưởng Bộ Quốc phòng Lê Đức Anh viết trong thư chúc mừng: "Đồng chí Ba Danh là người tận tình phục vụ Tổ quốc, có tài năng trong đánh giặc, có tài năng trong xây dựng Tổ quốc XHCN...".

## Câu nói hay
Khi được hỏi: "Với Thiếu tướng, có khi nào gặp phải sự thất bại không?", tướng Trần Văn Danh đáp: "Sao lại không! Tôi không bao giờ tán thành chuyện trăm trận trăm thắng cả. Bởi có thất bại mới có thành công. Và không ít lần chính tôi phải ôm đầu máu, cõng thương binh rút lui về".

## Tặng thưởng
Ông được Nhà nước Việt Nam tặng thưởng nhiều Huân chương như: 
- Huân chương Quân công hạng Nhất,
- Huân chương Lao động hạng Nhất,
- Huân chương Kháng chiến hạng Nhất,
- Huân chương Độc lập hạng Nhất…